# Домаћица (вез)
"Домаћица" или "Куварица" (Хрвати кажу и зидњак) је бело платно величине цца 50 са 100 цм које се држало изнад шпорета на зиду да маст и друга храна која прска не би упрљала зид. Неке су стајале изнад умиваоника.
Домаћица као комад платна се продавао на пијацама и вашарима са уцртаним цртежом и обавезном поруком. 
Нека од женских особа у домаћинству би потом узела тај комад платна и према уцртаном цртежу би га извезла. Пошто је цртеж је био уцртан оловком, она би се после неколико прања изгубила.
"Домаћица“ би се после вежења добро опрала и јако уштиркала. Потом би се испеглала и стављала на зид изнад шпорета или умиваоника.
Иако наивна, обзиром да је у питању ручни рад, свака „домаћица“ је врста народне уметности.

## Поруке
Поруке са „Домаћице“ су биле врло наивне, симпатичне и поучне. 
У наставку ће бити наведене поруке са „Домаћица":
- „Куварице мање збори, да ти ручак не загори!"
- „Куварице добро кувај, али ипак новце чувај!"
- „Димничару, ђаволско створење, не дирај ме изгорет ће ми печење!"
- „Цура црна, па и вино црно, није чудо, ако сам посрн'о"
- „Хладна вода добро прија, уми се и ти, па ћу и ја"
- „Која жена мужа чува, та му добар ручак кува"
- „Јело треба тако створит, да не може нико приговрит"
- „Ватра гори, купус крчка, у рерни се пече гуска"
- „Добро дошли мили гости, код нас се не пости"
- „У кујни мужу места нема, где му жена ручак спрема"
- „Ружице, срећо моја, дај да ти љубим, медна уста твоја"
- „У шуми љубичица цвате, а у срцу љубав само за те"
- „Ко се мије динар да, само свекар бадава, јер се свекар истрошио, док је мене испросио“.
- „Србин има четир слова стара, само слога Србина спашава"
- „Рука руку мије, образ обадвије"
- „Ил ми драги пиши, ил немој никада доћи, тешко ми те је чекати у тој тужној ноћи!"
- „Мушко, женско, старо, младо, зрело воће једе радо"

15. новембра 2006. године, у градској кући у Крагујевцу је отворена изложба „Домаћица“. Поменута изложба је „пресељена“ и у Београд у Манакову кућу. Изложба је трајала од 16. марта до 8. априла 2007.

## Везе
- Галерија слика на страницама Кулинарке